# Międzynarodowa Rada Rosyjska
Międzynarodowa Rada Rosyjska (ros. Международный русский совет – МРС) – rosyjsko-turecka międzynarodowa fundacja, która bada problemy samoidentyfikacji rdzennej ludności Rosji.

## Misja i zadania
Głównym celem Międzynarodowej Rady Rosyjskiej jest wspieranie samoidentyfikacji narodowej i rozwoju kultur narodowych oraz tworzenie warunków do pełnego szacunku i harmonijnego współistnienia wszystkich narodowości na terytorium Rosji.
Do zadań MRR należy poszerzanie wiedzy i zrozumienia problemów narodowych oraz poszukiwanie sposobów ich rozwiązywania, przeciwdziałanie separatyzmowi, a także przeciwdziałanie dyskryminacji ze względu na pochodzenie etniczne.

## Działalność
Historia „Międzynarodowej Rady Rosyjskiej” rozpoczęła się w 2012 roku w Petersburgu. Członkowie grupy sieciowej spośród naukowców i działaczy społecznych stworzyli klub dyskusyjny, który stał się prekursorem MRR.
W 2020 roku fundacja non-profit została oficjalnie zarejestrowana w Stambule w Turcji.
Główne działania MRR:
- Badania naukowe;
- Interakcja z autonomiami narodowo-kulturalnymi regionów;
- Organizacja imprez masowych i konferencji;
- Współpracuj z mediami, aby przyciągnąć uwagę opinii publicznej.

Najistotniejsze działania realizowane i planowane przez IRS:
- Badania i analiza problematyki nastrojów separatystycznych w Rosji w ujęciu regionalnym;
- Badania dyskryminacji mniejszości w Rosji: analiza przyczyn, skutków i sposobów zwalczania dyskryminacji w oparciu o przepisy prawa międzynarodowego i prawa krajowe;
- Badania problemów samoidentyfikacji narodowej w Rosji: cele, motywy, stereotypy, ich wpływ na konflikty i nastroje protestacyjne;
- Publikacja almanachu artykułów „Razem”;
- „Dni Kultur Regionalnych” – zapoznanie mieszkańców różnych regionów z kulturą i tradycjami mniejszości narodowych;
- „Dni Tolerancji” – kształcenie uczniów w zakresie pełnej szacunku komunikacji międzyetnicznej;
- Międzynarodowa konferencja IRC[3].

W swojej działalności IRS utrzymuje partnerstwa z {Europejskim Centrum Praw Konstytucyjnych i Praw Człowieka, Fundacją Społeczeństwa Otwartego, Międzynarodowym Centrum „Most Kultury”, Instytutem Studiów Azji Środkowej, Międzynarodowym Centrum Studiów nad Mniejszościami i Stosunkami Międzykulturowymi, Towarzystwo Ochrony Języków w ramach zagrożonych i inne organizacje.